# جامعة سانت توماس
جامعة سانت توماس هي جامعة عامة في كندا، تأسست عام 1910. تقع في مدينة فريدريكتون.
يبلغ عدد طلاب الجامعة 2,300 طالب.

## أبرز الخريجين
- ويليام كافانو